# Юзепчук, Сергей Васильевич
Серге́й Васи́льевич Юзепчу́к (28 января 1893, Москва, Российская империя — 8 января 1959, Рига, Латвийская ССР, СССР) — советский ботаник, флорист и систематик, историк ботаники, коллектор, ресурсовед. Доктор биологических наук (1941), профессор (1947). Специалист по родам: одуванчик (Taraxacum), манжетка (Alchemilla), шлемник (Scutellaria) и картофелю (Solanum tuberosum) — он открыл и описал 13 видов картофеля, до него был известен только один вид и внёс большой вклад в селекцию и научные основы картофелеводства.

## Биография
Родился 16 (28 января) 1893 года в Москве (согласно другому источнику в Риге) в семье инженера путей сообщения Василия Феоктистовича Юзепчука (1857—1913). 
Был высокообразованным и всесторонне эрудированным человеком. Он владел иностранными языками: немецким, французским, испанским, английским и др., и отлично знал латынь. Любил литературу и искусство, особенно русскую поэзию, нередко сам писал стихи и эпиграммы на друзей.
Он часто и охотно оказывал консультации своим коллегам по сложным профессиональным вопросам. Им было написано более ста научных работ, на которые в своих исследованиях продолжают ссылаться ботаники многих стран мира.
Умер 8 января 1959 года после инфаркта в Риге (согласно другому источнику в Кемери). Похоронен на Покровском кладбище рядом с отцом, могила находится в секторе Д, № 3

### Образование и стажировки
Начальное образование получил в Орле, а позже в Александровской гимназии в Риге, которую окончил с золотой медалью в 1911 году. Осенью того же года зачислен студентом Санкт-Петербургского университета на биологическое отделение физико-математического факультета, который успешно окончил в 1918 году.
В университете он активно участвовал в работе ботанического кружка, слушал лекции известных ботаников Н. А. Буша, В. Л. Комарова. В 1915—1916 годах принимал участие в экспедиции в Тверскую губернию с целью изучения флоры и растительности лугов. В 1916—1917 годах под руководством ботаника Гарольда Линдберга проходил стажировку в гербарии Гельсингфорса (ныне Хельсинки) над изучением сложных в таксономическом отношении родов манжетка (Alchemilla) и одуванчик (Taraxacum). Летом 1917 года он вернулся в Тверскую губернию для продолжения изучения манжеток и одуванчиков в полевых условиях. 
В 1918—1919 годах работал в Москве лаборантом в Комитете по делам изобретений при ВСНХ. В это же время он занимался изучением рода Дриада (Dryas) и в 1919 году опубликовал о нём работу, которая привлекла внимание ботаников.

### Трудовая карьера и преподавательская деятельность
В мае 1919 года он получил должность младшего консерватора в Петербургском ботаническом саду (с 1931 года — БИАН имени В. Л. Комарова), в котором проработал почти всю свою дальнейшую жизнь. До 1925 года он был куратором отдела Кавказа Гербария Ботанического сада, а позже стал заведующим отдела европейской части СССР.  
С 1919 года Сергей Васильевич длительное время занимался преподавательской деятельностью в ленинградских вузах, читал студентам специальные курсыː «География растений», «Высшие растения», «Методика исследований» и др.
1920—1923 годах — ассистент кафедры ботаники в Педагогическом институте имени Некрасова;
1924—1925 годах ассистент-преподаватель в Ленинградском Коммунистическом университете; 
1927—1929 годах работал во Всесоюзном институте прикладной ботаники и новых культур; 
1929—1931 годах — консультант Всесоюзного института каучука и гуттаперчи; 
1938—1941 годах — доцент кафедры морфологии и систематики ЛГУ имени А. А. Жданова; 
В 1940 году ступил во Всесоюзное Ботаническое общество. 
1942—1944 годах в эвакуации в Казани, работал в Раифскм опытном лесничестве;
1944—1948 годах — профессор и заведующий кафедры морфологии и систематики ЛГУ.

### Экспедиции
Принимал участие в двух путешествиях по Центральной и Южной Америке, откуда им было привезено множество новых видов растений семейства Паслёновые для последующего изучения. 
Первое путешествие советских ботаников в Южную Америку (1925—1928) проводилось по заданию Н. И. Вавилова, который руководил экспедицией по переписке. В её состав, помимо Юзепчука, входили четыре сотрудника Отдела прикладной ботаники ВИПБиНК: Букасов С. М., Воронов Ю. Н., инженер Живаго В. Р. и  Боссе Г. Г. Экспедиция начала работу в Мексике осенью 1925 г., после чего её члены побывали в Гватемале, Панаме, Колумбии, Венесуэле, на острове Тринидад и на Кубе. Основной состав экспедиции возвратился на родину в 1926 г., тогда как Юзепчук один продолжал экспедиционные сборы почти до конца 1928 г. Он посетил Аргентину, Боливиию, Перу, Чили. Именно эти сборы, связанные в основном с видами картофеля, стали наиболее значимыми в дальнейшем и сильно повлияли на дальнейшую селекцию этой культуры. 
В Чили Юзепчуком сделаны наиболее интересные открытия по картофелю, описаны новые дикорастущие его виды Solanum leptostigma Juz. (1937) u Solanum molinae Juz. (1937) (оба таксона по состоянию на 2025 г признаны синонимами Solanum tuberosum L.). 
Юзепчук в Чили. Шлет замечательный материал. Факты, установленные экспедициями в Южную Америку, замечательные. Обнаружено 5 или 6 автономных очагов, которые характеризуются самостоятельными видами, оригинальной группировкой разновидностей. Прислан колоссальный материал по хлопчатнику, по картофелю, по тыквам, по фасолям. Юзепчук проникся существом дела и работает безукоризненно.Вавилов Н. И., письмо Костецкому Н. Д. от 9 апреля 1928
Вторая экспедиция состоялась в 1947. Она направлялась в Бразилию для наблюдения солнечного затмения, руководил поездкой директор Пулковской обсерватории А. А. Михайлов.  В нее наряду с астрономами были включены четыре ботаника во главе с директором Ботанического института чл.-корр. АН СССР Б. К. Шишкиным. Целью их был сбор гербария и живых тропических растений для восстановления оранжерей Ботанического сада, разрушенных в Ленинграде во время войны.
Кроме того, Сергей Владимирович много путешествовал по территории Советского Союза. Он побывал на Кавказе, в Крыму, Казахстане, на Кольском полуострове, Урале. Из всех поездок он привозил обширный гербарный материал, а также семена растений для посадки в оранжереях Ботанического института.

### Флора СССР
Как флорист-систематик принимал участие в обработке ряда семейств для 30-томной «Флоры СССР» (1934—1964 гг.). Его сводки были опубликованы в томах 1, 3, 7, 9, 10, 11, 14, 15, 20, 21, 22, 25 и 27. Юзепчук обработал 48 родов растений, в частности род Potentilla (Лапчатка), что обеспечило новое развитие в изучении рода на в европейской и азиатской части СССР. 

## Награды и премии
- Орден Трудового Красного Знамени (10.06.1945)
- медали, в том числе Медаль ВСХВ (1954)
- Сталинская премия 2-й степени (1952) — за ботанические исследования, опубликованные в издании «Флора СССР» тт. 14—17 (1949—1951)

## Названы в честь С. В. Юзепчука
В честь С. В. Юзепчука названы следующие виды растений:
- Alisma ×juzepczukii Tzvelev (1979)
- Anemone juzepczukii Starod. (1983) = Anemonoides juzepczukii (Starod.) Starod.
- Antitoxicum juzepczukii Pobed. (1952) = Vincetoxicum juzepczukii (Pobed.) Privalova
- Ayenia juzepczukii Ulbr. (1939)
- Calliandra juzepczukii Standl. (1931)
- Cousinia juzepczukii Tscherneva (1962)
- Dianthus juzeptchukii M.L.Kuzmina (1996)
- Euphrasia juzepczukii Denissova (1950)
- Gypsophila juzepczukii Ikonn. (1979) — Качим Юзепчука
- Phyllospadix juzepczukii Tzvelev (1981) — Филлоспадикс Юзепчука
- Pitcairnia juzepczukii W.Weber (1986)
- Rosa juzepczukiana Vassilcz. (1976)
- Scutellaria juzepczukii Gontsch. (1938)
- Solanum juzepczukii Bukasov (1930) — Картофель Юзепчука, естественный гибрид S. acaule × S. stenotomum[12][13].
- Swertia juzepczukii Pissjauk. (1961)
- Taraxacum juzepczukii Schischk. (1964)
- Viola ×juzepczukii Vl.V.Nikitin (2007)